# (36962) 2000 SM280
2000 SM280 (asteroide 36962) é um asteroide da cintura principal. Possui uma excentricidade de 0.08920400 e uma inclinação de 5.08109º.
Este asteroide foi descoberto no dia 30 de setembro de 2000 por LINEAR em Socorro.